# 科波羅肯迪埃納
14°7′51″N 3°21′14″W / 14.13083°N 3.35389°W
科波羅肯迪埃納（法語：Koporokendié Nâ），是馬里的城鎮，位於該國南部，由莫普提區的科羅省負責管轄，面積611平方公里，海拔高度253米，2009年人口18,746，人口密度每平方公里30.7人。